# Nemosoma siculum
Nemosoma siculum là một loài bọ cánh cứng trong họ Trogossitidae. Loài này được Ragusa miêu tả khoa học năm 1892.